# Wheeler County, Nebraska
Wheeler County är ett administrativt område i delstaten Nebraska, USA, med 818 invånare. Den administrativa huvudorten (county seat) är Bartlett.

## Geografi
Enligt United States Census Bureau har countyt en total area på 1 491 km². 1 490 km² av den arean är land och 1 km² är vatten.

### Angränsande countyn
- Antelope County - nordost
- Boone County - sydost
- Greeley County - syd
- Garfield County - väster
- Holt County - norr